# Aziatische waterplantenmot
De Aziatische waterplantenmot (Parapoynx polydectalis) is een vlinder uit de familie van de grasmotten (Crambidae), uit de onderfamilie van de Acentropinae. De wetenschappelijke naam van de soort is voor het eerst geldig gepubliceerd in 1859 door Francis Walker.
De spanwijdte bedraagt 24 tot 26 millimeter.
De soort komt voor in Indonesië (Sumatra) en Australië.